# Редвотер (Міссісіпі)
Редвотер (англ. Redwater) — переписна місцевість (CDP) в США, в окрузі Лік штату Міссісіпі. Населення — 683 особи (2020).

## Географія
Редвотер розташований за координатами 32°47′34″ пн. ш. 89°33′12″ зх. д. / 32.79278° пн. ш. 89.55333° зх. д. (32.792793, -89.553360).  За даними Бюро перепису населення США в 2010 році переписна місцевість мала площу 27,16 км², з яких 27,11 км² — суходіл та 0,05 км² — водойми.

## Демографія
Згідно з переписом 2010 року, у переписній місцевості мешкали 633 особи в 190 домогосподарствах у складі 140 родин. Густота населення становила 23 особи/км².  Було 209 помешкань (8/км²).
Расовий склад населення:
| - 73,8 % — корінних американців - 16,6 % — чорних або афроамериканців - 7,0 % — білих - 0,2 % — азіатів |

До двох чи більше рас належало 2,5 %. Частка іспаномовних становила 3,2 % від усіх жителів.
За віковим діапазоном населення розподілялося таким чином: 35,5 % — особи молодші 18 років, 56,9 % — особи у віці 18—64 років, 7,6 % — особи у віці 65 років та старші. Медіана віку мешканця становила 28,9 року. На 100 осіб жіночої статі у переписній місцевості припадало 101,0 чоловіків;  на 100 жінок у віці від 18 років та старших — 95,2 чоловіків також старших 18 років.
Середній дохід на одне домашнє господарство  становив 53 611 долар США (медіана — 48 988), а середній дохід на одну сім'ю — 53 460 доларів (медіана — 48 214). За межею бідності перебувало 21,7 % осіб, у тому числі 36,4 % дітей у віці до 18 років та 10,5 % осіб у віці 65 років та старших.
Цивільне працевлаштоване населення становило 339 осіб. Основні галузі зайнятості: освіта, охорона здоров'я та соціальна допомога — 27,4 %, виробництво — 27,1 %, публічна адміністрація — 16,5 %, мистецтво, розваги та відпочинок — 9,7 %.